# 逐星女 (第二季)
美國劇情類超級英雄網路影集《逐星女》第二季《暑期課程》（Summer School）於2021年8月10日首播，2021年11月2日完結，共13集。影集改編自DC漫畫旗下、由傑夫·強斯和李·莫德（Lee Moder）共同創作的同名漫畫。傑夫·強斯擔當節目統籌。
2020年7月，CW電視網宣佈預訂第二季，並宣佈自第二季起影集成為該電視台原創節目。布蕾克·貝辛格確定回歸領銜出演標題角色寇特妮·惠特莫爾，伊薇特·蒙瑞爾、安傑利卡·華盛頓、卡梅倫·蓋爾曼、特拉·羅馬諾（Trae Romano）、梅格·德拉西、艾咪·史瑪特、盧克·威爾遜以及亨特·桑塞（Hunter Sansone）回歸出演各自角色，新增主演尼克·塔拉贝出演本季主要超級反派角色天蝕。
寇特妮·惠特莫爾原是一名高中女生，獲得反重力武器宇宙之杖之後，成為超級英雄「逐星女」，並成為第二代美國正義協會的領導人。本季中出現的美國正義協會的其餘成員包括伊薇特·蒙瑞爾飾演的「二代野貓」尤蘭達·蒙特斯、安傑利卡·華盛頓飾演的「二代午夜神醫」貝絲·查佩以及卡梅倫·蓋爾曼飾演的「二代時俠」瑞克·泰勒。特拉·羅馬諾出演寇特妮的繼弟麥克·杜根。梅格·德拉西出演「龍王」伊藤四朗的女兒「剃刀」辛迪·伯曼。艾咪·史瑪特和盧克·威爾遜分別出演寇特妮的母親芭芭拉·惠特莫爾·杜根和繼父「星條」帕特·杜根。帕特·杜根是第一代美國正義協會領導人「星俠」席維斯特·班柏頓的助手。亨特·桑塞出演「冰柱」喬丹·馬肯特的兒子卡梅倫·馬肯特。此外，不義協會成員所羅門·格蘭迪回歸出現於本季，由電腦成像製作而成。本季於2020年10月起在美國喬治亞州亞特蘭大開機拍攝。
2021年5月，在第二季開播之前，CW電視網預訂第三季。

## 集數
| 總集數 | 集數 （季） | 標題 | 譯名               | 導演            | 編劇                           | 上線日期       | 製作代碼  | 美國收視人數 （百萬） |
| ------ | ----------- | ---- | ------------------ | --------------- | ------------------------------ | -------------- | --------- | --------------------- |
| 14     | 1           |      | 暑期課程：第一章   | 安蒂·阿瑪加尼安 | 傑夫·強斯                      | 2021年8月10日  | T56.10201 | 0.720                 |
| 15     | 2           |      | 暑期課程：第二章   | 安蒂·阿瑪加尼安 | 詹姆斯·戴爾·羅賓遜             | 2021年8月17日  | T56.10202 | 0.670                 |
| 16     | 3           |      | 暑期課程：第三章   | 莉亞·湯遜       | 杜里·梅爾＆阿爾弗雷多·塞普蒂安 | 2021年8月24日  | T56.10203 | 0.602                 |
| 17     | 4           |      | 暑期課程：第四章   | 莉亞·湯遜       | 泰勒·史崔茲                    | 2021年8月31日  | T56.10204 | 0.679                 |
| 18     | 5           |      | 暑期課程：第五章   | 席林·喬克賽     | 史蒂夫·哈珀                    | 2021年9月7日   | T56.10205 | 0.638                 |
| 19     | 6           |      | 暑期課程：第六章   | 沃爾特·加西亞   | 寶拉·塞文伯爾                  | 2021年9月14日  | T56.10206 | 0.580                 |
| 20     | 7           |      | 暑期課程：第七章   | 席林·喬克賽     | 羅比·海恩                      | 2021年9月21日  | T56.10207 | 0.582                 |
| 21     | 8           |      | 暑期課程：第八章   | 安蒂·阿瑪加尼安 | 史蒂夫·哈珀                    | 2021年9月28日  | T56.10208 | 0.467                 |
| 22     | 9           |      | 暑期課程：第九章   | 安蒂·阿瑪加尼安 | 阿爾弗雷多·塞普蒂安＆杜里·梅爾 | 2021年10月5日  | T56.10209 | 0.474                 |
| 23     | 10          |      | 暑期課程：第十章   | 席林·喬克賽     | 泰勒·史崔茲                    | 2021年10月12日 | T56.10210 | 0.557                 |
| 24     | 11          |      | 暑期課程：第十一章 | 席林·喬克賽     | 寶拉·塞文伯爾＆羅比·海恩       | 2021年10月19日 | T56.10211 | 0.517                 |
| 25     | 12          |      | 暑期課程：第十二章 | 格雷格·比曼     | 詹姆斯·戴爾·羅賓遜             | 2021年10月26日 | T56.10212 | 0.624                 |
| 26     | 13          |      | 暑期課程：第十三章 | 格雷格·比曼     | 傑夫·強斯                      | 2021年11月2日  | T56.10213 | 0.574                 |

## 演員與角色

### 主要角色
- 布蕾克·貝辛格（英语：Brec Bassinger） 飾演 寇特妮·惠特莫爾／逐星女（英语：Courtney Whitmore）[17]

- 伊薇特·蒙瑞爾（英语：Yvette Monreal） 飾演 尤蘭達·蒙特斯／二代野貓（英语：Wildcat (Yolanda Montez)）[17]

- 安傑利卡·華盛頓（英语：Anjelika Washington） 飾演 貝絲·查佩／二代午夜神醫（英语：Doctor Mid-Nite）[17]

- 卡梅倫·蓋爾曼（英语：Cameron Gellman） 飾演 瑞克·泰勒／二代時俠（英语：Hourman (Rick Tyler)）[17]

- 特拉·羅馬諾（Trae Romano） 飾演 麥克·杜根（Mike Dugan）[17]

- 梅格·德拉西（英语：Meg DeLacy） 飾演 辛迪·伯曼／剃刀（英语：Shiv (comics)）[17]

- 艾咪·史瑪特 飾演 芭芭拉·惠特莫爾·杜根（Barbara Whitmore Dugan）[17]

- 盧克·威爾遜 飾演 帕特·杜根／星條（英语：Pat Dugan）[17]

- 亨特·桑塞（Hunter Sansone） 飾演 卡梅倫·馬肯特（英语：Icicle (comics)#Cameron Mahkent）[18]

- 尼克·塔拉贝（英语：Nick Tarabay） 飾演 天蝕（英语：Eclipso）[19]

### 常設角色
- 伊莎·彭里約（Ysa Penarejo） 飾演 珍妮-林恩·海登（Jennie-Lynn Hayden）[20]

- 乔纳森·凯克（英语：Jonathan Cake） 飾演 理查·斯威夫特／陰影（英语：Shade (character)）[19]

- 阿爾科亞·布倫森（英语：Alkoya Brunson） 飾演 傑金·威廉斯／霹靂傑金（英语：Jakeem Thunder）[21]

- 史黛拉·史密斯（Stella Smith） 飾演 阿提米絲·克羅克（Artemis Crock）

- 馬克斯·弗朗茲（Max Frantz） 飾演 艾薩克·博溫（英语：Fiddler (comics)）

- 艾力克斯·柯林斯（Alex Collins） 飾演 查爾斯·麥克奈德／午夜神醫（英语：Doctor Mid-Nite）

此外，所羅門·格蘭迪回歸第二季，由電腦成像製作而成。

### 客串角色
- 喬爾·麥克哈爾 飾演 席維斯特·班柏頓（英语：Sylvester Pemberton）／星俠（英语：Starman (comics)）[18]

- 奧利夫·阿伯克隆比（Olive Abercrombie） 飾演 蕾貝卡·麥克奈德（Rebecca McNider）

- 伊桑·恩布里 飾演 霹靂強尼（英语：Johnny Thunder）

- 布瑞恩·斯塔夫（Brian Stapf） 飾演 泰德·格蘭特／野貓（英语：Wildcat (Ted Grant)）

- 藍迪·哈文斯（Randy Havens） 飾演 保羅·戴辛格（英语：Paintball (comics)）

- 吉姆·加菲根（英语：Jim Gaffigan） 聲演 雷霆（英语：Thunderbolt (DC Comics)）[23]

- 阿什莉·溫芙蕾（Ashley Winfrey） 飾演 珍妮·威廉姆斯（Jenny Williams）

- 尼爾·霍普金斯（英语：Neil Hopkins） 飾演 勞倫斯·克羅克／運動大師（Lawrence "Crusher" Crock / Sportsmaster）

- 喬伊·奧斯曼斯基（英语：Joy Osmanski） 飾演 寶拉·布魯克斯／虎女（Paula Brooks / Tigress）

- 傑克·奧斯汀·沃克（英语：Jake Austin Walker） 飾演 小亨利·金（英语：Brainwave (comics)#Henry King Jr.）

- 克里斯托弗·傑姆斯·貝克（英语：Christopher James Baker） 飾演 老亨利·金／腦波（英语：Brainwave (comics)）

- 亞當·奧爾德克斯（Adam Aalderks） 飾演 馬特·哈里斯（Matt Harris）

- 約翰·衛斯理·席普 飾演 傑伊·蓋瑞克／閃電俠（Jay Garrick / The Flash）[24]

- 小盧·弗里基諾（英语：Lou Ferrigno, Jr.） 飾演 雷克斯·泰勒／時俠（英语：Hourman (Rex Tyler)）

- 傑森·戴維斯（Jason Davis） 飾演 布魯斯·高登（Bruce Gordon）

### 聯合出演
- 瑪麗亞·薩格（Maria Sager） 飾演 瑪麗亞·卡門·薩拉維亞（Maria Carmen Saravia）

- 克朗·摩爾（英语：Kron Moore） 飾演 布麗姬·查佩（Bridget Chapel）

- 吉爾伯特·格倫·布朗（Gilbert Glenn Brown） 飾演 詹姆斯·查佩（James Chapel）

- 蕾莎·威爾遜（Lesa Wilson） 飾演 波比·伯曼（Bobbie Burman）

- 吉姆·法蘭西（Jim France） 飾演 索夫斯·馬肯特（Sofus Mahkent）

- 凱·加爾文（Kay Galvin） 飾演 莉莉·馬肯特（Lily Mahkent）

- 基凱伊·卡斯蒂略（Kikey Castillo） 飾演 瑪麗亞·蒙特斯（Maria Montez）

- 喬納森·布蘭科（Jonathan Blanco） 飾演 艾力克斯·蒙特斯（Alex Montez）

- 金·奧爾巴（King Orba） 飾演 齊克（Zeek）

- 泰維恩·惠特（Tywayne Wheatt） 飾演 哈羅德·謝爾曼（Harold Sherman）

- 艾米莉·丹露帕（Emily Dunlop） 飾演 瑪拉·麥克奈德（Myra McNider）

- 黛博拉·鮑曼（Deborah Bowman） 飾演 伍茲老師（Miss Woods）

- 格雷戈里·诺夫（Gregory Knowow） 飾演 暴脾氣的喬（Grumpy Joe）

- 肯尼·阿方索（Kenny Alfonso） 飾演 托馬斯神父（Father Thomas）

- 喬·克內澤維奇（Joe Knezevich） 飾演 威廉·扎瑞克／術士（英语：Wizard (DC Comics)）

- 辛西婭·伊凡（Cynthia Evans） 飾演 丹妮絲·扎瑞克（Denise Zarick）

- 威爾·杜斯納（Wil Deusner） 飾演 乔伊·扎瑞克（Joey Zarick）

- 漢娜·克汗（英语：Hina X. Khan） 飾演 安娜雅·博溫（Anaya Bowin）

## 製作

### 開發
2020年7月6日，CW電視網預訂《逐星女》第二季，並宣佈自第二季起影集由DC Universe轉至CW電視網，成為該電視台原創節目。11月11日，在紐約動漫展上，主創傑夫·強斯透露反派角色陰影和天蝕出現於第二季中。

### 選角
布蕾克·貝辛格確定回歸領銜出演標題角色寇特妮·惠特莫爾，伊薇特·蒙瑞爾、安傑利卡·華盛頓、卡梅倫·蓋爾曼、特拉·羅馬諾（Trae Romano）、梅格·德拉西、艾咪·史瑪特、盧克·威爾遜、亨特·桑塞（Hunter Sansone）以及喬爾·麥克哈爾回歸出演各自角色。
2020年10月，尼克·塔拉贝和乔纳森·凯克确定分別出演反派角色天蝕和陰影，伊莎·彭里約（Ysa Penarejo）出演潔德。11月，喜劇演員吉姆·加菲根確定為美國正義協會成員雷霆配音。阿爾科亞·布倫森出演常設霹靂傑金。2021年2月，約翰·衛斯理·席普確定客串出演「閃電俠」傑伊·蓋瑞克，他此前在影集《閃電俠》中出演該角色。

### 拍攝
2020年10月7日，主演梅格·德拉西透露第二季仍然製作13集，由於轉至CW電視網之後預算被削減，第二季的製作週期類似於《女超人》等其他超級英雄電視劇，每集拍攝時長由第一季的兩週減少為一週半。第二季繼續在喬治亞州亞特蘭大拍攝，2020年10月底開機。10月29日，製作組公佈主演布蕾克·貝辛格和艾咪·史瑪特在亞特蘭大的片場幕後照片。

## 音樂
派娜·托普拉克確定回歸為第二季作曲。第二季的音樂原聲帶數字版於2021年11月2日在亞馬遜和iTunes上發行。
| 曲序     | 曲目     | 时长  |
| -------- | -------- | ----- |
| 1.       |          | 3:45  |
| 2.       |          | 0:55  |
| 3.       |          | 1:29  |
| 4.       |          | 1:09  |
| 5.       |          | 2:29  |
| 6.       |          | 1:17  |
| 7.       |          | 2:48  |
| 8.       |          | 1:45  |
| 9.       |          | 2:55  |
| 10.      |          | 2:57  |
| 11.      |          | 1:14  |
| 12.      |          | 2:11  |
| 13.      |          | 4:22  |
| 14.      |          | 2:04  |
| 15.      |          | 2:30  |
| 16.      |          | 3:49  |
| 17.      |          | 6:10  |
| 18.      |          | 2:05  |
| 19.      |          | 3:08  |
| 20.      |          | 1:36  |
| 21.      |          | 1:41  |
| 22.      |          | 1:41  |
| 23.      |          | 1:03  |
| 24.      |          | 2:16  |
| 总时长： | 总时长： | 57:19 |

## 迴響

### 收視
| 序 | 標題               | 播出日期       | 收視率 （18–49歲） | 收視率變化 （%） | 收視人数 （百萬） | 收視人数變化 （%） | DVR收視率 （18–49歲） | DVR收視人数 （百萬） | 總收視率 （18–49歲） | 總收視人数 （百萬） |
| -- | ------------------ | -------------- | ------------------ | ---------------- | ----------------- | ------------------ | --------------------- | -------------------- | -------------------- | ------------------- |
| 1  | 暑期課程：第一章   | 2021年8月10日  | 0.13               | −58.06▼          | 0.720             | −41.18▼            | 0.1                   | 0.47                 | 0.2                  | 1.19                |
| 2  | 暑期課程：第二章   | 2021年8月17日  | 0.11               | −15.38▼          | 0.670             | −6.94▼             | 0.1                   | 0.46                 | 0.2                  | 1.15                |
| 3  | 暑期課程：第三章   | 2021年8月24日  | 0.14               | +27.27▲          | 0.602             | −10.15▼            | 待定                  | 待定                 | 待定                 | 待定                |
| 4  | 暑期課程：第四章   | 2021年8月31日  | 0.12               | −14.29▼          | 0.679             | +12.79▲            | 待定                  | 待定                 | 待定                 | 待定                |
| 5  | 暑期課程：第五章   | 2021年9月7日   | 0.10               | −16.67▼          | 0.638             | −6.04▼             | 待定                  | 待定                 | 待定                 | 待定                |
| 6  | 暑期課程：第六章   | 2021年9月14日  | 0.09               | −10▼             | 0.580             | −9.09▼             | 待定                  | 待定                 | 待定                 | 待定                |
| 7  | 暑期課程：第七章   | 2021年9月21日  | 0.12               | +33.33▲          | 0.582             | +0.34▲             | 待定                  | 待定                 | 待定                 | 待定                |
| 8  | 暑期課程：第八章   | 2021年9月28日  | 0.08               | −33.33▼          | 0.467             | −19.76▼            | 待定                  | 待定                 | 待定                 | 待定                |
| 9  | 暑期課程：第九章   | 2021年10月5日  | 0.09               | +12.5▲           | 0.474             | +1.5▲              | 待定                  | 待定                 | 待定                 | 待定                |
| 10 | 暑期課程：第十章   | 2021年10月12日 | 0.12               | +33.33▲          | 0.557             | +17.51▲            | 0.1                   | 0.33                 | 0.2                  | 0.89                |
| 11 | 暑期課程：第十一章 | 2021年10月19日 | 0.10               | −16.67▼          | 0.517             | −7.18▼             | 0.1                   | 0.36                 | 0.2                  | 0.88                |
| 12 | 暑期課程：第十二章 | 2021年10月26日 | 0.14               | +40▲             | 0.624             | +20.7▲             | 待定                  | 待定                 | 待定                 | 待定                |
| 13 | 暑期課程：第十三章 | 2021年11月2日  | 0.12               | −14.29▼          | 0.574             | −8.01▼             | 待定                  | 待定                 | 待定                 | 待定                |

## 宣傳與發行

### 電視播出
《逐星女》自第二季起於CW電視網獨播，於2021年8月10日首播，2021年11月2日完結，共13集。

### 影碟發行
| 《逐星女》第二季 |          |              |              |              |              |               |               |
| 影碟詳情         |          |              |              |              |              |               |               |
| - 13集／3碟裝    |          |              |              |              |              |               |               |
| DVD              | DVD      | 區域1        | 區域1        | 區域2        | 區域2        | 區域4         | 區域4         |
| 發行日期         | 發行日期 | 2022年2月8日 | 2022年2月8日 | 2022年2月8日 | 2022年2月8日 | 2022年2月16日 | 2022年2月16日 |
| 藍光影碟         | 藍光影碟 | A區          | A區          | A區          | B區          | B區           | B區           |
| 發行日期         | 發行日期 | 2022年2月8日 | 2022年2月8日 | 2022年2月8日 | 2022年2月8日 | 2022年2月8日  | 2022年2月8日  |

## 備註
1. 1 2  首播集收視率/收視人數變化數值由該集與上一季首播集對比得出。

## 資料來源
1. ↑  White, Peter. . Deadline Hollywood. 2021-05-03  [2021-05-03]. （原始内容存档于2021-05-03） （美国英语）.
2. ↑  . Writers Guild of America West.   [2021-05-05]. （原始内容存档于2021-05-06） （美国英语）.
3. ↑  . The Futon Critic.   [2021-07-02]. （原始内容存档于2020-09-02） （美国英语）.
4. 1 2  Metcalf, Mitch. . Showbuzz Daily. 2021-08-11  [2021-08-18]. （原始内容存档于2021-08-18） （美国英语）.
5. 1 2 3  Metcalf, Mitch. . Showbuzz Daily. 2021-08-18  [2021-08-18]. （原始内容存档于2021-09-01） （美国英语）.
6. 1 2  Metcalf, Mitch. . Showbuzz Daily. 2021-08-25  [2021-08-25]. （原始内容存档于2021-08-27） （美国英语）.
7. 1 2  Metcalf, Mitch. . Showbuzz Daily. 2021-09-01  [2021-09-01]. （原始内容存档于2021-09-08） （美国英语）.
8. 1 2  Metcalf, Mitch. . Showbuzz Daily. 2021-09-09  [2021-09-09]. （原始内容存档于2021-09-10） （美国英语）.
9. 1 2  Metcalf, Mitch. . Showbuzz Daily. 2021-09-15  [2021-09-15]. （原始内容存档于2021-09-16） （美国英语）.
10. 1 2  Metcalf, Mitch. . Showbuzz Daily. 2021-09-22  [2021-09-22]. （原始内容存档于2021-09-23） （美国英语）.
11. 1 2  Metcalf, Mitch. . Showbuzz Daily. 2021-09-29  [2021-09-29]. （原始内容存档于2021-10-14） （美国英语）.
12. 1 2  Metcalf, Mitch. . Showbuzz Daily. 2021-10-06  [2021-10-06]. （原始内容存档于2021-10-07） （美国英语）.
13. 1 2  Metcalf, Mitch. . Showbuzz Daily. 2021-10-13  [2021-10-13]. （原始内容存档于2021-10-13） （美国英语）.
14. 1 2  Metcalf, Mitch. . Showbuzz Daily. 2021-10-20  [2021-10-20]. （原始内容存档于2021-10-20） （美国英语）.
15. 1 2  Metcalf, Mitch. . Showbuzz Daily. 2021-10-27  [2021-10-27]. （原始内容存档于2021-11-07） （美国英语）.
16. 1 2  Metcalf, Mitch. . Showbuzz Daily. 2021-11-03  [2021-11-03]. （原始内容存档于2022-04-22） （美国英语）.
17. 1 2 3 4 5 6 7 8 9 10  Abdulbaki, Mae. . Inverse. 2020-09-15  [2020-10-20]. （原始内容存档于2020-10-21） （美国英语）.
18. 1 2 3  Prahl, Amanda. . Digital Spy. 2020-08-20  [2020-10-20]. （原始内容存档于2020-10-20） （美国英语）.
19. 1 2 3  Petski, Denise. . Deadline Hollywood. 2020-10-26  [2020-10-26]. （原始内容存档于2020-10-26） （美国英语）.
20. 1 2  Bucksbaum, Sydney. . Entertainment Weekly. 2021-06-14  [2021-07-28]. （原始内容存档于2021-07-13） （美国英语）.
21. 1 2  Zalben, Alex. . Decider. 2020-11-19  [2020-11-20]. （原始内容存档于2020-12-08） （美国英语）.
22. ↑  Fahadullah Hussaini, Syed. . Screen Rant. 2020-09-12  [2020-10-20]. （原始内容存档于2020-10-23） （美国英语）.
23. 1 2  Schmidt, Jk. . Comicbook.com. 2020-11-05  [2020-11-06]. （原始内容存档于2020-11-24） （美国英语）.
24. 1 2  Bucksbaum, Sydney. . Entertainment Weekly. 2021-02-18  [2021-02-18]. （原始内容存档于2021-03-06） （美国英语）.
25. 1 2  Mitovich, Matt Webb. . TVLine. 2020-07-06  [2020-07-06]. （原始内容存档于2020-07-06） （美国英语）.
26. ↑  Grobar, Matt. . Deadline Hollywood. 2020-10-11  [2020-10-20]. （原始内容存档于2020-10-12） （美国英语）.
27. ↑   (Youtube). LightCast Podcast. 2020-10-07  [2020-10-20]. （原始内容存档于2020-10-21） （美国英语）.
28. ↑  Mitovitch, Matt Webb. . TVLine. 2020-07-26  [2020-07-30]. （原始内容存档于2020-07-29） （美国英语）.
29. ↑  Andreeva, Nellie. . Deadline Hollywood. 2020-09-23  [2020-09-26]. （原始内容存档于2020-09-25） （美国英语）.
30. ↑  Drum, Nicole. . Comicbook.com. 2020-10-29  [2020-10-29]. （原始内容存档于2022-02-16） （美国英语）.
31. ↑  . Film Music Reporter. 2019-06-25  [2020-04-03]. （原始内容存档于2019-09-20） （美国英语）.
32. ↑  Toprak, Pinar [@pinartoprakcomposer]. . 2021-03-13  [2021-08-11] –Instagram （美国英语）.
33. ↑  .   [2021-11-14]. （原始内容存档于2021-11-14） （美国英语）.
34. ↑  . TV Series Finale. 2020-08-12  [2020-10-20]. （原始内容存档于2022-04-25） （美国英语）.
35. ↑  . TV Series Finale. 2020-08-12  [2020-10-20]. （原始内容存档于2022-04-25） （美国英语）.
36. ↑  Marc Berman. . Programming Insider. 2021-08-11  [2021-10-29]. （原始内容存档于2022-04-05） （美国英语）.
37. ↑  Berman, Marc. . Programming Insider. 2021-10-13  [2021-11-07]. （原始内容存档于2022-04-09） （美国英语）.
38. ↑  Berman, Marc. . Programming Insider. 2021-10-20  [2021-11-06]. （原始内容存档于2022-03-18） （美国英语）.
39. ↑  Swift, Andy. . TVLine. 2020-08-03  [2020-08-05]. （原始内容存档于2020-08-05） （美国英语）.
40. ↑  Pedersen, Erik. . Deadline Hollywood. 2021-04-29  [2021-04-29]. （原始内容存档于2021-04-29） （美国英语）.
41. ↑   (新闻稿). The CW. 2021-09-28  [2021-09-29]. （原始内容存档于2022-04-25） –The Futon Critic （美国英语）.
42. ↑  Morrison, Matt. . Screen Rant. 2021-07-16  [2021-08-11]. （原始内容存档于2021-07-17） （美国英语）.
43. ↑  .   [2022-04-25]. （原始内容存档于2022-04-25） –Amazon （美国英语）.
44. ↑  .   [2022-04-25]. （原始内容存档于2022-04-25） –Amazon （英国英语）.
45. ↑  .   [2022-04-25]. （原始内容存档于2022-04-25） –JB Hi-Fi （澳大利亚英语）.
46. ↑  .   [2022-04-25]. （原始内容存档于2022-03-24） –Amazon （美国英语）.
47. ↑  .   [2022-04-25]. （原始内容存档于2022-04-25） –Amazon （英国英语）.

## 外部連結
- 官方网站
- 《逐星女 (第二季)》各集列表 来自互联网电影数据库